# Черноморско-каспийская тюлька
Черноморско-каспийская тюлька, или просто тюлька, или черноморско-азовская тюлька, или сарделька (лат. Clupeonella cultriventris) — мелкая промысловая морская рыба семейства сельдевых (Clupeidae). Ранее считалось, что у обыкновенной тюльки в бассейне Каспийского моря имеется два подвида, которые после последней[прояснить] таксономической ревизии получили статус самостоятельных видов — каспийская тюлька (C. caspia) и тюлька джаргаленская (C. tscharchalensis).

## Описание
Длина тела до 15 см, масса до 22 г. Тело сильно сжато с боков; хорошо развитый брюшной киль состоит из 24—29 (в среднем 27) чешуй. Голова удлинённая и широкая. Верхняя челюсть небольшого рта протягивается за вертикаль переднего края глаза. В спинном плавнике 14—17 лучей (в среднем 15, первые 3—4 луча неветвистые); в анальном 17—21 (в среднем 18, первые 3 луча неветвистые); жаберных тычинок 49—62 (в среднем 54); позвонков 41—43 (в среднем 42), в том числе хвостовых 23—26 (в среднем 25). Окраска дорсальной поверхности от серо-зеленоватой до синевато-зелёной, вентральная поверхность серебристо-белая или золотисто-желтая.

## Биология
Тюльки становятся половозрелыми при достижении длины 5 сантиметров, живут до 4—5 лет. Питаются мелким зоопланктоном. Это стайные пелагические рыбы. Заходят в пресные воды. Нерестятся в Азовском море с апреля по август в основном в Таганрогском заливе. Кроме того, нерест проходит в лиманах северо-западной части Черного моря и в Днепре и Дунае. Самки мечут от 2,3 до 2,8 тыс. икринок при температуре воды от 4—5 до 24°С и при солёности от 0 до 10‰, главным образом до 7‰. Пик нереста в мае при температуре воды от 15 до 18°С. Пелагическая икра развивается в поверхностных слоях воды. Икринки с жировой каплей и большим перивителлиновым пространством; диаметр 0,8—1,05 мм. Развитие при 10°С  продолжается 98 ч, при 14°С — 62 ч, при 18°С — 33 ч, при 20°С — 25 ч. Предличинки имеют длину 1,8—1,9 мм. Желточный мешок рассасывается при длине 3,8—4 мм. В среднем длина самцов составляет 8 см, самок — 9 см. Тюльки питаются планктоном (веслоногими и ветвистоусыми рачками и мизидами). В свою очередь, на них охотятся судаки, сельди, чехонь, осетровые и камбала-калкан.
В Азовском море тюлька совершает регулярные нерестовые и нагульные миграции. Весной она заходит на нерест в опреснённые области; летом рассредотачивается по всему морю, зимует в спокойных водах на удалении от берегов. В конце марта—апреле начинается миграция к Таганрогскому заливу, наибольшая концентрация тюльки здесь наблюдается в мае.
Из Таганрогского залива тюлька может довольно далеко подниматься вверх по Дону. В 2024 году особь этого вида была обнаружена в одном из рукавов дельты Волги на территории Астраханского заповедника: очевидно, рыба попала в волжские воды из Дона через Волго-Донской канал. Специалисты предполагают, что в случае стабильного развития такого миграционного потока азово-черноморская тюлька может прижиться в акватории нижней Волги и северного Каспия, что в свою очередь послужит существенному расширению кормовой базы для хищных рыб и будет способствовать росту популяции последних.

## Взаимодействие с человеком
Является объектом коммерческого промысла. В Азовском море тюльку начали ловить с 30-х годов XX века ставными неводами, устанавливая на путях миграций до 2000 сетей и перекрывая Таганрогский залив. Из-за ущерба, наносимого молоди рыб ценных пород, подобная практика была прекращена. В настоящее время тюльку промышляют кошельковыми неводами и лишь 5—10% добывают ставными неводами на путях миграций. В октябре содержание жира в тюльке достигает 20—26%, а во время и после нереста падает до 4—6%. Тюльку употребляют в пищу в солёном, копчёном и вяленом виде. Часть улова идёт на выпуск технической продукции для сельского хозяйства. Международный союз охраны природы оценил статус сохранности как «вызывающий наименьшие опасения».